# Teresa Edwards
Teresa Edwards (Cairo, 19 juli 1964) is een voormalig Amerikaans basketbalspeelster. Zij won met het Amerikaans basketbalteam vier keer de gouden en een bronzen medaille tijdens de Olympische Zomerspelen en is daarmee de 'succesvolste' olympiër in de sport basketbal. In 2011 werd ze toegevoegd aan de Basketball Hall of Fame.
Edwards speelde voor het team van de University of Georgia, voordat zij in Europa ging spelen. Ook speelde zij vanaf 1996 enkele seizoenen in de American Basketball League bij Atlanta Glory. In 2003 maakte zij haar WNBA-debuut bij de Minnesota Lynx. In totaal speelde zij 2 seizoenen in de WNBA.
Tijdens de Olympische Zomerspelen 1984 in Los Angeles won ze voor het eerst olympisch goud door Zuid-Korea te verslaan in de finale. In totaal speelde ze maar liefst 32 wedstrijden over vijf Olympische Spelen (1984, 1988,  1992,  1996 en 2000). Ook won ze met het nationale team het Wereldkampioenschap basketbal 1986 in de Sovjet-Unie en het Wereldkampioenschap basketbal 1990 in Maleisië.
Na haar carrière als speler werd zij basketbalcoach. In maart 2014 werd ze assistent coach bij Atlanta Dream.